# 龙德方丹
龙德方丹（法語：Rondefontaine，法語發音：[ʁɔ̃dfɔ̃tɛn]）是法国杜省的一个市镇，属于蓬塔利耶区。

## 地理
龙德方丹（46°44'0"N, 6°10'57"E）面积2.72 平方千米，位于法国勃艮第-弗朗什-孔泰大區杜省，该省份为法国东部内陆省份，北起上索恩省，西接汝拉省，东部及东南部与瑞士接壤，东北部与贝尔福地区省接壤。
与龙德方丹接壤的市镇（或旧市镇、城区）包括：雷莫赖布热翁、穆特、莱蓬泰、萨拉茹瓦、米尼奥维拉尔。

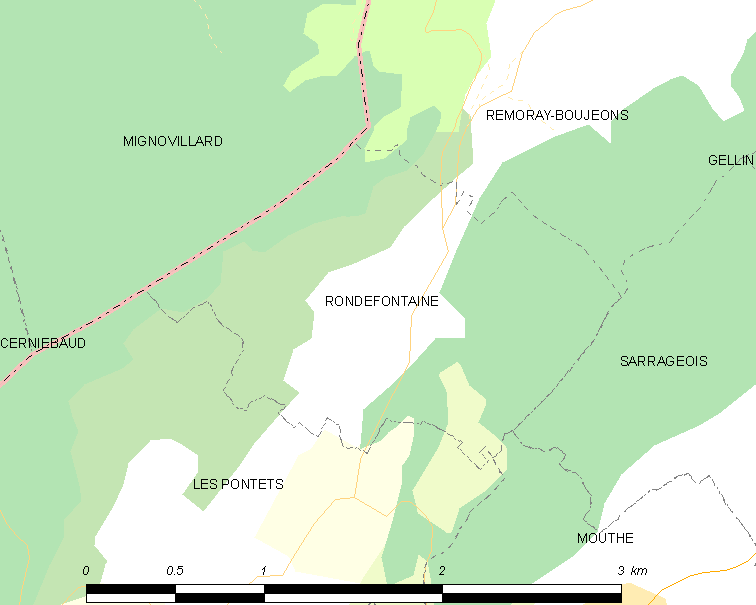
龙德方丹的OSM定位图

龙德方丹的时区为UTC+01:00、UTC+02:00（夏令时）。

## 行政
龙德方丹的邮政编码为25240，INSEE市镇编码为25501。

## 政治
龙德方丹所属的省级选区为弗拉讷县。

## 人口

1962-2008年间龙德方丹人口变化图示

龙德方丹于2022年1月1日时的人口数量为38人。